# فرشته‌ماهی دریای سرخ
فرشته‌ماهی دریای سرخ (نام علمی: Chaetodontoplus mesoleucus) نام یک گونه از سرده گیسودندان‌ها است.